# سبد استعدادها
سبد استعدادها (انگلیسی: Talent PooL) یک مکانیسم است که کارفرمایان از آن برای حفظ پایپ‌لاین‌هایی از افراد مستعد برای استخدام آینده استفاده می‌کنند. چنین سبدهای استعدادی شامل کارمندان بالقوه ای است که علاقه‌مند به کار برای کارفرمای خاص هستند، اما هنوز درخواست نداده‌اند، این گروه به‌طور مکرر درگیر می‌شود تا زمانی که کارکنان بالقوه آماده جستجوی شغل جدید هستند. به بیان دیگر سبد استعدادها مجموعه‌ای از افراد با استعداد و دارای مهارت‌ها و تجربیات مورد نیاز یک سازمان است که در صورت نیاز می‌توانند به سازمان ملحق شوند. چنین سبدهایی می‌توانند از منابع مختلفی مانند داوطلبان، کارمندان فعلی، فارغ‌التحصیلان دانشگاه‌ها، و شبکه‌های اجتماعی جمع‌آوری شوند.

## اهمیت سبد استعدادها
داشتن چنین سبدی موجب کاهش زمان و هزینه استخدام می‌شود و به سازمان‌ها کمک می‌کنند تا در صورت نیاز، به سرعت و با هزینه کمتری، افراد مورد نیاز خود را پیدا کنند. همچنین باعث افزایش کیفیت استخدام خواهند شد و به سازمان‌ها کمک می‌کنند تا افراد با استعداد و دارای مهارت‌های مورد نیاز خود را شناسایی کنند در عین حال چنین سبدهای موجب افزایش رضایت کارکنان خواهد چرا که آنها به سازمانی ملحق شده‌اند که تمایل قلبی به عضویت در آنها دارند.